# PEC Zwolle (vrouwenvoetbal)
PEC Zwolle Vrouwen is een Nederlandse vrouwenvoetbalclub uit het Overijsselse Zwolle. Het team werd in 2010 opgericht als onderdeel van PEC Zwolle. Sindsdien komt het team uit in de Vrouwen Eredivisie. Jim Brinkhof is sinds de zomer van 2024 de hoofdtrainer.

## Algemeen

### Tenue
Het shirt bestaat uit een blauw met wit gestreept shirt.
| 2010–2012 | 2013 | 2014– |  |

### Sponsoren
| Periode    | Shirtsponsor        | Kledingsponsor |
| ---------- | ------------------- | -------------- |
| 2010–2012  | IQ KUNST            | hummel         |
| 2012–2013  | IQ KUNST            | Patrick        |
| 2013–2014  | Oldenhof kookwinkel | Patrick        |
| 2014–2015  | Free a Girl         | Patrick        |
| 2015–2017  | DjopzZ              | Robey          |
| 2017–2018  | DjopzZ              | Craft          |
| 2018–heden | Scania              | Craft          |

### Complex

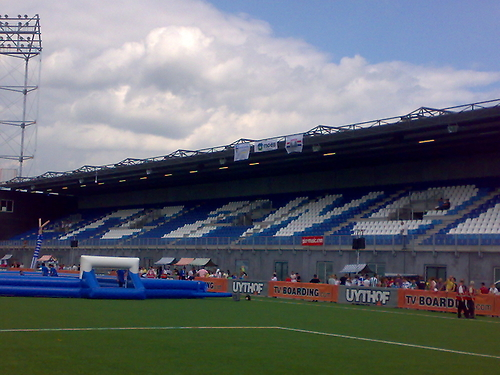
Fred Patrick Tribune (Oost)

PEC Zwolle speelt haar thuiswedstrijden in het MAC³PARK stadion. Het stadion biedt plaats aan 12.500 toeschouwers, daarmee is het na De Grolsch Veste het grootste voetbalstadion van Overijssel. De eerste officiële wedstrijd van de PEC Zwolle vrouwen in het stadion was op 28 oktober 2010 tegen ADO Den Haag. De wedstrijd eindigde in een 0–5 verlies. Het eerste doelpunt werd gemaakt op 23 maart 2011 in de wedstrijd tegen FC Utrecht. Het doelpunt kwam op naam van Lisanne Vermeulen.

## Selectie en technische staf

### Selectie 2024/25
| Nat.                               | Naam               | Competitie  | Competitie  | Beker       | Beker       | Eredivisie Cup | Eredivisie Cup | Overig      | Overig      | Totaal      | Totaal      | Seizoen bij PEC Zwolle | Vorige club                    | Debuut PEC Zwolle | Wedstrijddebuut                  |
| Nat.                               | Naam               | W           | Goal        | W           | Goal        | W              | Goal           | W           | Goal        | W           | Goal        | Seizoen bij PEC Zwolle | Vorige club                    | Debuut PEC Zwolle | Wedstrijddebuut                  |
| Doelvrouwen                        | Doelvrouwen        | Doelvrouwen | Doelvrouwen | Doelvrouwen | Doelvrouwen | Doelvrouwen    | Doelvrouwen    | Doelvrouwen | Doelvrouwen | Doelvrouwen | Doelvrouwen | Doelvrouwen            | Doelvrouwen                    | Doelvrouwen       | Doelvrouwen                      |
| ---------------------------------- | ------------------ | ----------- | ----------- | ----------- | ----------- | -------------- | -------------- | ----------- | ----------- | ----------- | ----------- | ---------------------- | ------------------------------ | ----------------- | -------------------------------- |
| Vlag van Nederland                 | Tess van der Flier | 22          | 0           | 1           | 0           | 0              | 0              | 0           | 0           | 23          | 0           | 3e                     | Be Quick '28                   | 23 oktober 2022   | PEC Zwolle – Feyenoord 0–0       |
| Vlag van Nederland                 | Inge Tijink        | 38          | 0           | 2           | 0           | 0              | 0              | 0           | 0           | 40          | 0           | 2e                     | FC Twente                      | 4 november 2023   | sc Heerenveen – PEC Zwolle 0–2   |
| Verdedigsters                      |                    |             |             |             |             |                |                |             |             |             |             |                        |                                |                   |                                  |
| Vlag van Nederland                 | Sanne Davelaar     | 9           | 0           | 0           | 0           | 0              | 0              | 0           | 0           | 9           | 0           | 2e                     | Jeugd                          | 30 september 2023 | ADO Den Haag – PEC Zwolle 1–2    |
| Vlag van Nederland                 | Jasmijn Dijsselhof | 44          | 2           | 2           | 0           | 0              | 0              | 0           | 0           | 46          | 2           | 2e                     | Bowling Green State University | 8 september 2023  | Fortuna Sittard – PEC Zwolle 3–1 |
| Vlag van Nederland                 | Mayke Lindner      | 39          | 3           | 3           | 0           | 0              | 0              | 0           | 0           | 42          | 3           | 4e                     | Jeugd                          | 3 september 2021  | PEC Zwolle – Excelsior 3–0       |
| Vlag van Nederland                 | Kely Pruim         | 113         | 3           | 8           | 1           | 7              | 0              | 0           | 0           | 128         | 4           | 9e                     | Jeugd                          | 1 september 2017  | PEC Zwolle – FC Twente 0–3       |
| Vlag van Nederland                 | Maud Rutgers       | 46          | 1           | 2           | 0           | 0              | 0              | 0           | 0           | 48          | 1           | 3e                     | Jeugd                          | 23 oktober 2022   | PEC Zwolle – Feyenoord 0–0       |
| Vlag van Nederland                 | Inske Weiman       | 56          | 4           | 2           | 0           | 0              | 0              | 0           | 0           | 58          | 4           | 3e                     | Jeugd                          | 4 november 2022   | sc Heerenveen – PEC Zwolle 1–2   |
| Middenveldsters                    |                    |             |             |             |             |                |                |             |             |             |             |                        |                                |                   |                                  |
| Vlag van Nederland                 | Ilse Kemper        | 50          | 0           | 2           | 0           | 0              | 0              | 0           | 0           | 52          | 0           | 3e                     | Jeugd                          | 23 september 2022 | FC Twente – PEC Zwolle 6–0       |
| Vlag van Nederland                 | Sterre Kroezen     | 41          | 5           | 2           | 1           | 0              | 0              | 0           | 0           | 43          | 6           | 2e                     | FC Twente                      | 8 september 2023  | Fortuna Sittard – PEC Zwolle 3–1 |
| Vlag van Nederland                 | Senne van de Velde | 42          | 1           | 1           | 0           | 0              | 0              | 0           | 0           | 43          | 1           | 3e                     | FC Utrecht                     | 8 mei 2022        | Ajax – PEC Zwolle 7–0            |
| Vlag van Nederland                 | Sophie van Vugt    | 42          | 3           | 2           | 1           | 0              | 0              | 0           | 0           | 44          | 4           | 3e                     | Jeugd                          | 16 oktober 2022   | Excelsior – PEC Zwolle 2–2       |
| Vlag van Nederland                 | Tara te Wierik     | 26          | 1           | 1           | 0           | 0              | 0              | 0           | 0           | 27          | 1           | 4e                     | Jeugd                          | 8 mei 2022        | Ajax – PEC Zwolle 7–0            |
| Aanvalsters                        |                    |             |             |             |             |                |                |             |             |             |             |                        |                                |                   |                                  |
| Vlag van Nederland                 | Naomi Hilhorst     | 38          | 5           | 1           | 0           | 0              | 0              | 0           | 0           | 39          | 5           | 5e                     | FC Twente                      | 6 september 2020  | PEC Zwolle – ADO Den Haag 1–0    |
| Vlag van Nederland                 | Hanna Huizenga     | 22          | 3           | 1           | 0           | 0              | 0              | 0           | 0           | 23          | 3           | 1e                     | Fortuna Sittard                | –                 | –                                |
| Vlag van Nederland                 | Jeva Walk          | 55          | 4           | 2           | 1           | 0              | 0              | 0           | 0           | 57          | 4           | 4e                     | Jeugd                          | 27 augustus 2021  | PSV – PEC Zwolle 3–0             |
| Vlag van Nederland                 | Zoë Zuidberg       | 39          | 11          | 2           | 0           | 0              | 0              | 0           | 0           | 41          | 11          | 2e                     | Jeugd                          | 8 september 2023  | Fortuna Sittard – PEC Zwolle 3–1 |
| Nat.                               | Naam               | W           | Goal        | W           | Goal        | W              | Goal           | W           | Goal        | W           | Goal        | Seizoen bij PEC Zwolle | Vorige club                    | Debuut            | Wedstrijd debuut                 |
| Nat.                               | Naam               | Competitie  | Competitie  | Beker       | Beker       | Eredivisie Cup | Eredivisie Cup | Overig      | Overig      | Totaal      | Totaal      | Seizoen bij PEC Zwolle | Vorige club                    | Debuut            | Wedstrijd debuut                 |
| Bijgewerkt tot en met 18 mei 2025. |                    |             |             |             |             |                |                |             |             |             |             |                        |                                |                   |                                  |

### Staf
| Naam                | Nationaliteit | Functie      | Sinds | Vorige club |
| ------------------- | ------------- | ------------ | ----- | ----------- |
| Technische staf     |               |              |       |             |
| Gert Peter de Gunst | Nederland     | Hoofdtrainer | 2025  |             |

Laatste update: 15 augustus 2025

## Overige elftallen

### Jong PEC Zwolle Vrouwen
Jong PEC Zwolle Vrouwen is het hoogste team van de jeugdopleiding. De selectie van Jong PEC Zwolle Vrouwen bestaat uit spelers van het beloftenelftal en, mocht het nodig zijn, aangevuld met spelers uit het eerste elftal. Het team bestaat officieel pas sinds het seizoen 2014/15 echter bestaat het al sinds 2010/11. In 2017 promoveerde het team naar de hoogste amateurklasse, de Topklasse. Na een verblijf van één seizoen werden alle jong-elftallen uit de voetbalpiramide gehaald en in een aparte beloftencompetitie gestopt.

### Competitieresultaten 2010–heden
- 2011 2e
Topklasse
- 2012 4e
Topklasse
- 2013 2e
Hoofdklasse
- 2014 8e
Hoofdklasse
- 2015 1e
Eerste klasse
- 2016 9e
Hoofdklasse
- 2017 3e
Hoofdklasse
- 2018 6e
Topklasse
- 2019 4e
Beloftencompetitie
- 2020
Beloftencompetitie
- 2021
Beloftencompetitie
- 2022
Beloftencompetitie
- 2023
Beloftencompetitie
- 2024
Beloftencompetitie

In elke staaf van de grafiek staat van boven naar beneden vermeld: 
- Eindnotering

Dit is de positie die de club heeft bereikt in de competitie, zonder eventuele beslissings-, play-off- of nacompetitiewedstrijden die nodig zijn geweest om bijvoorbeeld de kampioen van de competitie te bepalen.
Indien een * achter het getal staat is de notering een tussenstand en kan het zijn dat de notering niet overeenkomt met de uiteindelijke eindstand van de competitie.
Staat er een - dan is het seizoen nog bezig en is er geen definitieve uitslag bekend.
Staat er xx op de positie van de notering, dan heeft de club vroegtijdig de competitie verlaten. Dit kan onder andere komen door terugtrekking van het team, faillissement van de club of door een uitgedeelde straf van de KNVB. In veel gevallen staat elders in het artikel de reden vermeld.
Staat er een ? dan is het resultaat uit het verleden onbekend, en is alleen de competitie of het niveau bekend van dat seizoen.
In de seizoenen 2019/20 en 2020/21 werd wegens de coronacrisis het amateurvoetbal afgebroken. Daardoor kennen deze staven geen eindklassering (middels -- weergegeven).
- Competitieniveau en afdelingsletter of Officiële eindstand Eredivisie
  - Competitieniveau en afdelingsletter

Hierbij geeft het getal het niveau weer, dat ook terug te vinden is in de legenda. De letter is de afdelingsaanduiding en wordt gebruikt wanneer er meer afdelingen zijn op hetzelfde niveau. De afdelingsletter is altijd een hoofdletter en wordt meestal zonder nummer gebruikt.
Voorbeeld: 2F is niveau 2e klasse competitie F.
Het competitieniveau en nummer wordt niet vermeld wanneer er slechts één competitie van dit niveau was.
  - Officiële eindstand Eredivisie (getal staat tussen haakjes vermeld)

Sinds de introductie van play-offwedstrijden voor Europees voetbal na afloop van de reguliere competitie in 2005/06, is de KNVB verplicht een eindstand van de Eredivisie door te geven aan de UEFA aan de hand van deze play-offwedstrijden.
Bij deze eindstand staan clubs die zich hebben gekwalificeerd voor Europees voetbal hoger dan clubs die zich niet wisten te kwalificeren. Indien er geen verschil was tussen de eindnotering en de officiële eindstand, staat dit getal niet vermeld.

- Onderafdeling

Hier staat afgekort de naam van de onderafdeling indien de club in dat jaar in een onderafdeling uitkwam. Tevens staat deze afkorting in de legenda en wordt gelinkt naar het artikel over deze onderafdeling. Deze afkorting wordt alleen vermeld wanneer de club in het verleden in verschillende onderafdelingen heeft gespeeld. Deze vermelding is in de staaf altijd in kleine letters. Deze onderafdelingen zijn na het seizoen 1995/96 afgeschaft. Heeft de club in slechts één onderafdeling gespeeld, dan is dit alleen terug te vinden in de legenda.
Onder de staaf staat het jaartal vermeld waarin het seizoen is afgesloten. 15 verwijst naar het seizoen 2014/15 of eventueel het seizoen 1914/15.
Wanneer een staaf leeg is, zijn deze gegevens niet bekend. Het kan ook zijn dat de club dat seizoen niet heeft meegespeeld op het hogere amateurniveau, vroegtijdig de competitie heeft verlaten of uit de competitie is gezet.

In het seizoen 1944/45 was er wegens de Tweede Wereldoorlog geen regulier competitievoetbal.
- Beloftencompetitie
- Topklasse
- Hoofdklasse
- Eerste klasse

- 2010 – 2012: Be Quick '28
- 2012 – 2013: SV Zwolle
- 2013 – 2014: Be Quick '28
- 2014 – heden: Jong PEC Zwolle

## Overzichtslijsten

### Competitie
- 2011 8e
Eredivisie
- 2012 6e
Eredivisie
- 2013 10e
Women's BeNe League
- 2014 11e
Women's BeNe League
- 2015 12e
Women's BeNe League
- 2016 7e
Eredivisie
- 2017 8e
Eredivisie
- 2018 4e
Eredivisie
- 2019 5e
Eredivisie
- 2020 7e
Eredivisie
- 2021 6e
Eredivisie
- 2022 6e
Eredivisie
- 2023 6e
Eredivisie
- 2024 6e
Eredivisie
- 2025 10e
Eredivisie

In elke staaf van de grafiek staat van boven naar beneden vermeld: 
- Eindnotering

Dit is de positie die de club heeft bereikt in de competitie, zonder eventuele beslissings-, play-off- of nacompetitiewedstrijden die nodig zijn geweest om bijvoorbeeld de kampioen van de competitie te bepalen.
Indien een * achter het getal staat is de notering een tussenstand en kan het zijn dat de notering niet overeenkomt met de uiteindelijke eindstand van de competitie.
Staat er een - dan is het seizoen nog bezig en is er geen definitieve uitslag bekend.
Staat er xx op de positie van de notering, dan heeft de club vroegtijdig de competitie verlaten. Dit kan onder andere komen door terugtrekking van het team, faillissement van de club of door een uitgedeelde straf van de KNVB. In veel gevallen staat elders in het artikel de reden vermeld.
Staat er een ? dan is het resultaat uit het verleden onbekend, en is alleen de competitie of het niveau bekend van dat seizoen.
In de seizoenen 2019/20 en 2020/21 werd wegens de coronacrisis het amateurvoetbal afgebroken. Daardoor kennen deze staven geen eindklassering (middels -- weergegeven).
- Competitieniveau en afdelingsletter of Officiële eindstand Eredivisie
  - Competitieniveau en afdelingsletter

Hierbij geeft het getal het niveau weer, dat ook terug te vinden is in de legenda. De letter is de afdelingsaanduiding en wordt gebruikt wanneer er meer afdelingen zijn op hetzelfde niveau. De afdelingsletter is altijd een hoofdletter en wordt meestal zonder nummer gebruikt.
Voorbeeld: 2F is niveau 2e klasse competitie F.
Het competitieniveau en nummer wordt niet vermeld wanneer er slechts één competitie van dit niveau was.
  - Officiële eindstand Eredivisie (getal staat tussen haakjes vermeld)

Sinds de introductie van play-offwedstrijden voor Europees voetbal na afloop van de reguliere competitie in 2005/06, is de KNVB verplicht een eindstand van de Eredivisie door te geven aan de UEFA aan de hand van deze play-offwedstrijden.
Bij deze eindstand staan clubs die zich hebben gekwalificeerd voor Europees voetbal hoger dan clubs die zich niet wisten te kwalificeren. Indien er geen verschil was tussen de eindnotering en de officiële eindstand, staat dit getal niet vermeld.

- Onderafdeling

Hier staat afgekort de naam van de onderafdeling indien de club in dat jaar in een onderafdeling uitkwam. Tevens staat deze afkorting in de legenda en wordt gelinkt naar het artikel over deze onderafdeling. Deze afkorting wordt alleen vermeld wanneer de club in het verleden in verschillende onderafdelingen heeft gespeeld. Deze vermelding is in de staaf altijd in kleine letters. Deze onderafdelingen zijn na het seizoen 1995/96 afgeschaft. Heeft de club in slechts één onderafdeling gespeeld, dan is dit alleen terug te vinden in de legenda.
Onder de staaf staat het jaartal vermeld waarin het seizoen is afgesloten. 15 verwijst naar het seizoen 2014/15 of eventueel het seizoen 1914/15.
Wanneer een staaf leeg is, zijn deze gegevens niet bekend. Het kan ook zijn dat de club dat seizoen niet heeft meegespeeld op het hogere amateurniveau, vroegtijdig de competitie heeft verlaten of uit de competitie is gezet.

In het seizoen 1944/45 was er wegens de Tweede Wereldoorlog geen regulier competitievoetbal.
- Eredivisie
- Women's BeNe League

### Beker
Het beste resultaat van PEC Zwolle is het behalen van de finale van de nationale beker. De finale werd gehaald in het seizoen 2018/19.

### Seizoensoverzichten
| Resultaten van PEC Zwolle sinds de toetreding in het vrouwenvoetbal in 2010 | Resultaten van PEC Zwolle sinds de toetreding in het vrouwenvoetbal in 2010 | Resultaten van PEC Zwolle sinds de toetreding in het vrouwenvoetbal in 2010 | Resultaten van PEC Zwolle sinds de toetreding in het vrouwenvoetbal in 2010 | Resultaten van PEC Zwolle sinds de toetreding in het vrouwenvoetbal in 2010 | Resultaten van PEC Zwolle sinds de toetreding in het vrouwenvoetbal in 2010 | Resultaten van PEC Zwolle sinds de toetreding in het vrouwenvoetbal in 2010 | Resultaten van PEC Zwolle sinds de toetreding in het vrouwenvoetbal in 2010 | Resultaten van PEC Zwolle sinds de toetreding in het vrouwenvoetbal in 2010 | Resultaten van PEC Zwolle sinds de toetreding in het vrouwenvoetbal in 2010 | Resultaten van PEC Zwolle sinds de toetreding in het vrouwenvoetbal in 2010 | Resultaten van PEC Zwolle sinds de toetreding in het vrouwenvoetbal in 2010 | Resultaten van PEC Zwolle sinds de toetreding in het vrouwenvoetbal in 2010 | Resultaten van PEC Zwolle sinds de toetreding in het vrouwenvoetbal in 2010                                                                                             |
| Seizoen                                                                     | Competitie                                                                  | Competitie                                                                  | Competitie                                                                  | Competitie                                                                  | Competitie                                                                  | Competitie                                                                  | Competitie                                                                  | Competitie                                                                  | Competitie                                                                  | Kwalificatie                                                                | KNVB Beker                                                                  | Eredivisie Cup                                                              | Bijzonderheid |
| Seizoen                                                                     | Divisie                                                                     | GW                                                                          | W                                                                           | G                                                                           | V                                                                           | PNT                                                                         | DV                                                                          | DT                                                                          | POS                                                                         | Kwalificatie                                                                | KNVB Beker                                                                  | Eredivisie Cup                                                              | Bijzonderheid |
| --------------------------------------------------------------------------- | --------------------------------------------------------------------------- | --------------------------------------------------------------------------- | --------------------------------------------------------------------------- | --------------------------------------------------------------------------- | --------------------------------------------------------------------------- | --------------------------------------------------------------------------- | --------------------------------------------------------------------------- | --------------------------------------------------------------------------- | --------------------------------------------------------------------------- | --------------------------------------------------------------------------- | --------------------------------------------------------------------------- | --------------------------------------------------------------------------- | --- |
| 2010/11                                                                     | Eredivisie                                                                  | 21                                                                          | 2                                                                           | 4                                                                           | 15                                                                          | 10                                                                          | 21                                                                          | 56                                                                          | 8e                                                                          | –                                                                           | Kwartfinale                                                                 | Niet gespeeld                                                               | PEC Zwolle treedt toe tot het vrouwenvoetbal |
| 2011/12                                                                     | Eredivisie                                                                  | 18                                                                          | 4                                                                           | 4                                                                           | 10                                                                          | 16                                                                          | 31                                                                          | 48                                                                          | 6e                                                                          | –                                                                           | Kwartfinale                                                                 | Niet gespeeld                                                               | – |
| 2012/13                                                                     | BeNe League Orange                                                          | 14                                                                          | 4                                                                           | 2                                                                           | 8                                                                           | 14                                                                          | 23                                                                          | 37                                                                          | 6e                                                                          | Women's BeNe League B                                                       | Halve finale                                                                | Niet gespeeld                                                               | Halve competitie |
| 2012/13                                                                     | Women's BeNe League B                                                       | 14                                                                          | 11                                                                          | 1                                                                           | 2                                                                           | 34                                                                          | 52                                                                          | 21                                                                          | 2e                                                                          | –                                                                           | Halve finale                                                                | Niet gespeeld                                                               | – |
| 2013/14                                                                     | Women's BeNe League                                                         | 26                                                                          | 9                                                                           | 3                                                                           | 14                                                                          | 30                                                                          | 51                                                                          | 70                                                                          | 11e                                                                         | –                                                                           | Halve finale                                                                | Niet gespeeld                                                               | – |
| 2014/15                                                                     | Women's BeNe League                                                         | 24                                                                          | 5                                                                           | 3                                                                           | 16                                                                          | 18                                                                          | 24                                                                          | 70                                                                          | 12e                                                                         | –                                                                           | Kwartfinale                                                                 | Niet gespeeld                                                               | – |
| 2015/16                                                                     | Eredivisie                                                                  | 24                                                                          | 2                                                                           | 5                                                                           | 17                                                                          | 11                                                                          | 28                                                                          | 67                                                                          | 7e                                                                          | –                                                                           | Achtste finale                                                              | Niet gespeeld                                                               | – |
| 2016/17                                                                     | Eredivisie                                                                  | 21                                                                          | 2                                                                           | 3                                                                           | 16                                                                          | 9                                                                           | 24                                                                          | 65                                                                          | 8e                                                                          | Plaatseringsgroep 5–8                                                       | Halve finale                                                                | Niet gespeeld                                                               | – |
| 2016/17                                                                     | Eredivisie (Plaatseringsgroep)                                              | 6                                                                           | 1                                                                           | 0                                                                           | 5                                                                           | 3                                                                           | 11                                                                          | 17                                                                          | 8e                                                                          | –                                                                           | Halve finale                                                                | Niet gespeeld                                                               | – |
| 2017/18                                                                     | Eredivisie                                                                  | 16                                                                          | 7                                                                           | 6                                                                           | 3                                                                           | 24                                                                          | 34                                                                          | 26                                                                          | 3e                                                                          | Kampioensgroep                                                              | Achtste finale                                                              | Niet gespeeld                                                               | – |
| 2017/18                                                                     | Eredivisie (Kampioensgroep)                                                 | 8                                                                           | 2                                                                           | 2                                                                           | 4                                                                           | 20                                                                          | 14                                                                          | 22                                                                          | 4e                                                                          | –                                                                           | Achtste finale                                                              | Niet gespeeld                                                               | – |
| 2018/19                                                                     | Eredivisie                                                                  | 16                                                                          | 6                                                                           | 2                                                                           | 8                                                                           | 20                                                                          | 33                                                                          | 34                                                                          | 5e                                                                          | Kampioensgroep                                                              | Finalist                                                                    | Niet gespeeld                                                               | – |
| 2018/19                                                                     | Eredivisie (Kampioensgroep)                                                 | 8                                                                           | 0                                                                           | 2                                                                           | 6                                                                           | 9                                                                           | 12                                                                          | 25                                                                          | 5e                                                                          | –                                                                           | Finalist                                                                    | Niet gespeeld                                                               | – |
| 2019/20                                                                     | Eredivisie                                                                  | 12                                                                          | 2                                                                           | 4                                                                           | 6                                                                           | 10                                                                          | 17                                                                          | 32                                                                          | 7e                                                                          | Plaatseringsgroep                                                           | n.v.t.                                                                      | 5e                                                                          | Door de coronacrisis is competitie niet afgemaakt. De tussenstand na 12 speelrondes werd de eindstand Dit hield in dat er geen kampioensgroep of plaatseringsgroep was. |
| 2020/21                                                                     | Vrouwen Eredivisie                                                          | 14                                                                          | 4                                                                           | 4                                                                           | 6                                                                           | 16                                                                          | 16                                                                          | 24                                                                          | 5e                                                                          | Plaatseringsgroep                                                           | Kwartfinale                                                                 | 4e                                                                          | – |
| 2020/21                                                                     | Vrouwen Eredivisie (Plaatseringsgroep)                                      | 6                                                                           | 2                                                                           | 3                                                                           | 1                                                                           | 17                                                                          | 12                                                                          | 7                                                                           | 6e                                                                          | –                                                                           | Kwartfinale                                                                 | 4e                                                                          | – |
| 2021/22                                                                     | Vrouwen Eredivisie                                                          | 24                                                                          | 8                                                                           | 4                                                                           | 16                                                                          | 28                                                                          | 33                                                                          | 46                                                                          | 6e                                                                          | –                                                                           | Achtste finale                                                              | Geen deelname                                                               | – |
| 2022/23                                                                     | Vrouwen Eredivisie                                                          | 20                                                                          | 7                                                                           | 5                                                                           | 8                                                                           | 26                                                                          | 26                                                                          | 37                                                                          | 6e                                                                          | –                                                                           | Achtste finale                                                              | Geen deelname                                                               | – |
| 2023/24                                                                     | Vrouwen Eredivisie                                                          | 22                                                                          | 9                                                                           | 4                                                                           | 9                                                                           | 31                                                                          | 36                                                                          | 41                                                                          | 6e                                                                          | –                                                                           | Achtste finale                                                              | Geen deelname                                                               | – |
| 2024/25                                                                     | Vrouwen Eredivisie                                                          | 22                                                                          | 3                                                                           | 5                                                                           | 14                                                                          | 14                                                                          | 15                                                                          | 44                                                                          | 10e                                                                         | –                                                                           | Achtste finale                                                              | –                                                                           | |

### Meeste officiële wedstrijden en doelpunten
| Top 10 spelers meeste wedstrijden | Top 10 spelers meeste wedstrijden | Top 10 spelers meeste wedstrijden | Top 10 spelers meeste wedstrijden | Top 10 spelers meeste wedstrijden | Top 10 spelers meeste wedstrijden |
| Naam                              | Positie                           | Totaal                            | Competitie                        | Beker                             | Eredivisie Cup                    |
| --------------------------------- | --------------------------------- | --------------------------------- | --------------------------------- | --------------------------------- | --------------------------------- |
| Yvette van Daelen                 | Aanvalster                        | 162                               | 144                               | 14                                | 4                                 |
| Judith Frijlink                   | Aanvalster                        | 151                               | 141                               | 10                                | 0                                 |
| Nadja Olthuis                     | Doelvrouw                         | 144                               | 137                               | 7                                 | 0                                 |
| Kely Pruim                        | Verdedigster                      | 128                               | 113                               | 8                                 | 7                                 |
| Rebecca Doejaaren                 | Aanvalster                        | 116                               | 103                               | 8                                 | 5                                 |
| Mariska Kogelman                  | Verdedigster                      | 107                               | 103                               | 4                                 | 0                                 |
| Maxime Bennink                    | Aanvalster                        | 107                               | 94                                | 8                                 | 5                                 |
| Moïsa van Koot                    | Verdedigster                      | 89                                | 72                                | 7                                 | 10                                |
| Celien Tiemens                    | Middenveldster                    | 88                                | 76                                | 7                                 | 5                                 |
| Lauri Weijkamp                    | Aanvalster                        | 87                                | 71                                | 5                                 | 11                                |

| Top 10 spelers met de meeste doelpunten | Top 10 spelers met de meeste doelpunten | Top 10 spelers met de meeste doelpunten | Top 10 spelers met de meeste doelpunten | Top 10 spelers met de meeste doelpunten | Top 10 spelers met de meeste doelpunten |
| Naam                                    | Positie                                 | Totaal                                  | Competitie                              | Beker                                   | Eredivisie Cup                          |
| --------------------------------------- | --------------------------------------- | --------------------------------------- | --------------------------------------- | --------------------------------------- | --------------------------------------- |
| Marianne van Brummelen                  | Aanvalster                              | 43                                      | 39                                      | 4                                       | 0                                       |
| Judith Frijlink                         | Aanvalster                              | 40                                      | 32                                      | 8                                       | 0                                       |
| Lisanne Vermeulen                       | Aanvalster                              | 39                                      | 38                                      | 1                                       | 0                                       |
| Rebecca Doejaaren                       | Aanvalster                              | 39                                      | 28                                      | 5                                       | 6                                       |
| Sylvia Smit                             | Middenveldster                          | 36                                      | 31                                      | 5                                       | 0                                       |
| Babiche Roof                            | Aanvalster                              | 35                                      | 34                                      | 1                                       | 0                                       |
| Esmee de Graaf                          | Aanvalster                              | 23                                      | 22                                      | 1                                       | 0                                       |
| Yvette van Daelen                       | Aanvalster                              | 23                                      | 14                                      | 9                                       | 0                                       |
| Jennieke van der Pol                    | Aanvalster                              | 19                                      | 19                                      | 0                                       | 0                                       |
| Dominique Bruinenberg                   | Middenveldster                          | 18                                      | 10                                      | 0                                       | 8                                       |

Dikgedrukt is nog steeds actief

### Aantal doelpunten 2010–heden
Deze grafiek laat zien hoeveel doelpunten PEC Zwolle heeft gemaakt per seizoen.
| 21 |

| 31 |

| 23 |

| 52 |

| 51 |

| 24 |

| 28 |

| 35 |

| 48 |

| 41 |

| 17 |

| 16 |

| 33 |

| 26 |

| 36 |

| 15 |

| Eredivisie | BeNe League Orange | Women's BeNe League | Women's BeNe League B |

| - 2010 – 2012: Eredivisie - 2013: BeNe League Orange - 2013 – 2015: Womens BeNe League - 2015 – heden: Eredivisie |

### Topscorers
- 2010/11:  Lisanne Vermeulen (11)
- 2011/12:  Marianne van Brummelen (9)
- 2012/13:  Lisanne Vermeulen (19)
- 2013/14:  Marianne van Brummelen (16)
- 2014/15:  Joyce Mijnheer (11)
- 2015/16:  Judith Frijlink (7)
000000 :  Esmee de Graaf (7)
- 2016/17:  Rebecca Doejaaren (8)
- 2017/18:  Babiche Roof (16)
- 2018/19:  Babiche Roof (18)
- 2019/20:  Nikita Tromp (5)
- 2020/21:  Dominique Bruinenberg (6)
- 2021/22:  Marushka van Olst (5)
- 2022/23:  Evi Maatman (7)
- 2023/24:  Bo van Egmond (8)
- 2024/25:  Zoë Zuidberg (4)

### Trainers
- 2010–2013:  Bert Zuurman
- 2013–2016:  Sebastiaan Borgardijn
- 2016–2017:  Carin Bakhuis
- 0000–2017:  Joran Pot (a.i.)
- 2017–2019:  Wim van der Wal
- 2019–2022:  Joran Pot
- 202200000:  Roeland ten Berge
- 2022–2024:  Olivier Amelink
- 2024–2025:  Jim Brinkhof
- 2025–heden:  Gert Peter de Gunst

## Voetnoten
Davelaar ·
Huizenga ·
Iedema ·
Lindner ·
Pruim ·
Roosjen ·
Schilder ·
Szymczak ·
Tissingh ·
Van de Velde ·
Walk ·
Zijp ·
Coach: De Gunst
ADO Den Haag · Ajax · AZ · Excelsior · Feyenoord · sc Heerenveen · NAC Breda · PEC Zwolle · PSV · Telstar · FC Twente · FC Utrecht